# آن غالاغير
آن غالاغير (بالإنجليزية: Anne Gallagher)‏ هي محامية وناشطة حقوق الإنسان أسترالية، ولدت في 22 يناير 1964.